# Хейл, Алан (младший)
Алан Хейл — младший (англ. Alan Hale Jr.), имя при рождении Алан Хейл Маккэхан (англ.  Alan Hale MacKahan; 8 марта 1921 — 2 января 1990) — американский актёр кино и телевидения 1940—1980-х годов, а также ресторатор.
Начиная с 1941 года, Хейл сыграл более чем в 200 фильмах. Он играл преимущественно в вестернах, среди которых «Всадники в небе» (1949), «Стрелок из Спрингфилда» (1952) «Серебряная жила» (1954), «Заместитель шерифа Дестри» (1954), «Подлинная история Джесси Джеймса» (1957), «Пуля для негодяя» (1964), «Вздёрни их повыше» (1968) и «Жил-был обманщик» (1970). Он также играл в комедиях, таких как «Это случилось на Пятой авеню» (1947), «Вест-Пойнтская история» (1950), «Это молодое сердце» (1954) и «Железная дева» (1962), а также в фильмах нуар «Криминальная история» (1950), «Полицейский-мошенник» (1954) и «Убийца на свободе» (1956).
Более всего Хейл известен по роли капитана Джонаса Крамби по прозвищу Шкипер в популярном комедийном сериале 1960-х годов «Остров Гиллигана» (1964—1967). У него также были заглавные роли в шпионском телесериале «Бифф Бейкер, США» (1952—1954) и в вестерн сериале «Кейси Джонс» (1957—1958).

## Ранние годы и начало карьеры
Алан Хейл — младший родился 8 марта 1921 года в Лос-Анджелесе в семье звезды немого кино Алана Хейла — старшего и актрисы Гретхен Хартман. Алан Хейл — младший внешне был очень похож на своего отца.
Он учился в Военной школе Black-Foxe в Лос-Анджелесе. По некоторым сведениям, до начала актёрской карьеры Хейл-младший торговал пылесосами.

## Карьера в кинематографе
В 1933 году в возрасте 12 лет Хейл-младший дебютировал в кино в эпизодической роли без указания в титрах в подростковой драме «Дикие парни с дороги» (1933).
Восемь лет спустя, в 1941 году, когда ему исполнилось 20 лет, Хейл-младший начал активную кинематографическую карьеру. Одарённый таким же мощным телосложением, как и его отец, но с широкой детской улыбкой и громким смехом, Хейл-младший стал играть роли физически крепких мужчин — солдат, игроков школьной футбольной команды, ковбоев — лёгкая натура которых служила фоном стоицизму исполнителей главных ролей. Он, в частности, появился без указания в титрах в двух престижных военных драмах — «Пикирующий бомбардировщик» (1941) с Эрролом Флинном, где был пилотом-стажёром, и «Мне нужны крылья» (1941) с Рэем Милландом и Уильямом Холденом, где был курсантом. Он также сыграл роли второго плана в трёх музыкальных комедиях — «Типичный американский студент» (1941), «Любимица кампуса» (1941) и «Перерыв на ритм» (1941).
В 1942 году у Хейла-младшего были роли в шести фильмах, среди которых военные драмы «Остров Уэйк» (1942) с Брайаном Донлеви, «К берегам Триполи» (1942) с Джоном Пейном и «Орлиная эскадрилья» (1942) с Робертом Стэком, а также комедия с Уильямом Бендиксом «Макгерины из Бруклина» (1942). Год спустя Хейл-младший появился в трёх фильмах, среди которых триллер военного времени «Дозор на Рейне» (1943) с Бетт Дейвис и романтическая комедия с Клодетт Кольбер и Фредом Макмюрреем «Не время для любви» (1943).
Во время Второй мировой войны Хейл служил в Береговой охране США. В 1946 году он возобновил актёрскую карьеру, сыграв эпизодическую роль придворного в исторической комедии с Бобом Хоупом «Месье Бокэр» (1946), а также более значимую роль в музыкальной комедии «Это случилось на Пятой авеню» (1947), где создал образ армейского товарища и лучшего друга главного героя (Дон Дефор).
К концу 1940-х годов он стал играть более заметные роли, в основном, в военных драмах и вестернах. Он даже сыграл несколько главных ролей, в частности, в «Сержант идёт в колледж» (1947), лёгкой школьной драме, в которой его персонаж, сержант морпехов и герой Второй мировой войны, направлен на реабилитацию в университет, где оказывается вовлеченным в бурную студенческую жизнь. В 1948 году Хейл сыграл заметную роль второго плана в музыкальной комедии с Деннисом Морганом «Одним воскресным днём» (1948), а также эпизодическую роль военного полицейского в послевоенной мелодраме «Возвращение домой» (1948) с участием Кларка Гейбла и Ланы Тёрнер. На следующий году у Хейла были значимые роли второго плана в семейной фантастической комедии с Рэем Милландом «Это случается каждой весною» (1949) и в вестерне с Джином Отри «Край каньона» (1949).
После смерти отца в 1950 году Хейл стал как правило фигурировать в титрах фильмов просто как «Алан Хейл» без дополнения «младший». В 1950 году Хейл сыграл в восьми фильмах. Помимо небольшой роли в вестерне с Грегори Пеком «Стрелок» (1950) и более крупной роли в музыкальной комедии с Джеймсом Кэгни и Дорис Дэй «Вест-Пойнтская история» (1950) он также сыграл заметные роли в таких вестернах категории В, как «Короткая трава» (1950) с Родом Камероном, «Палящее солнце» (1950) с Джином Отри и «Проход через Сьерру» (1950) с Уэйном Моррисом, а также в фильме нуар с Дэном Дьюриа «Криминальная история» (1950).
В 1951 году Хейл исполнил заметные роли в двух непримечательных музыкальных комедиях — «В родном городе» (1951), где снялась также Мерилин Монро, и «Медовый чай» (1951). Год спустя у него были роли в девяти фильмах, среди которых такие значимые, как вестерны «Стрелок из Спрингфилда» (1952) с Гэри Купером и «Большие деревья» (1952) с Кирком Дугласом, а также исторические приключенческие фильмы «Леди в железной маске» (1952) с Луисом Хейуордом, где Хейл был Портосом, и «На кончике шпаги» (1952) с Корнелом Уайлдом, где у Хейла была роль Портоса-младшего.
Хейл сыграл капрала в вестерне с Рэндольфом Скоттом «Человек с оружием» (1953) и значимую роль в исторической мелодраме «Капитан Джон Смит и Покахонтас» (1953). Год спустя последовали роли в семи фильмах. У него были заметные роли в музыкальной мелодраме с Фрэнком Синатрой и Дорис Дэй «Это молодое сердце» (1954), вестерне с Оди Мерфи «Заместитель шерифа Дестри» (1954) и вестерне с Джоном Пейном «Серебряная жила» (1954), а также в фильме нуар с Робертом Тейлором «Полицейский-мошенник» (1954), где был телохранителем мафиозного босса.
В 1955 году Хейл сыграл в военном экшне с Джоном Уэйном «Морская погоня» (1955), вестерне с Кирком Дугласом «Индейский воин» (1955), вестерне с Рэем Милландом «Человек один» (1955) и комедийном вестерне с Робертом Тейлором «Впереди — переправы» (1955). В следующем году у Хейла была роль в вестерне с Джорджем Монтгомери «Каньон Ривер» (1956) и в фильме нуар с Джозефом Коттеном «Убийца на свободе» (1956), где предстал в образе детектива. Он также появился в одной из главных ролей в вестерне «Три разбойника» (1956).
Затем у Хейла была значимая роль разбойника Коула Янгера в вестерне с Робертом Вагнером «Подлинная история Джесси Джеймса» (1957), а также роль сержанта в биографическом фильме о Корейской войне «Боевой гимн» (1957) с Роком Хажсоном в главной роли.. В 1958—1959 годах Хейл сыграл лишь в двух фильмах — романтической комедии с Ланой Тёрнер «Леди выбирает лётчика» (1958) и боевике с Джеймсом Гарнером «Поднять перископ» (1959), где сыграл лейтенанта ВМС.
В первой половине 1960-х годов Хейл сыграл друга главного героя (Рори Кэлхун), бывшего автогонщика и начальника гоночной команды в спортивном экшне «Гром в Каролине» (1960), шерифа в детективном вестерне «Длинная верёвка» (1961), американского миллионера и отца главной героини, которому британская фирма предлагает купить новый сверхзвуковой самолёт, в британской комедии «Железная дева» (1963). Он снова появился в образе шерифа в низкобюджетном фильме ужасов «Крадущаяся рука» (1963), был сержантом в военной комедии с Гленном Фордом «Продвижение в тыл» (1964) и алчным членом отряда, преследующего сбежавшего преступника, в вестерне с Оди Мерфи «Пуля для негодяя» (1964).
В 1968 году Хейл возобновил кинокарьеру, снявшись в вестерне с Клинтом Иствудом «Вздёрни их повыше» (1968) и комедийном вестерне с Кирком Дугласом и Генри Фондой «Жил-был обманщик» (1970). После этого последовала серия малопримечательных картин, включая криминальный триллер «Тигра за хвост» (1970), фильм ужасов «Вторжение гигантских пауков» (1975), криминальная комедия «Нерегулярные войска Норт-авеню» (1979), а также приключенческая мелодрама с Корнелом Уайлдом «Пятый мушкетёр» (1979), где Хейл вновь предстал в образе Портоса. Позднее у Хейла были небольшие роли в криминальной комедии с Майклом Китоном «Опасный Джонни» (1984) и в музыкальной комедии с Фрэнки Авалоном «Обратно на пляж» (1984). Свою последнюю роль в кино Хейл сыграл в фильме ужасов «Ужасная ночь» (1987).

## Карьера на телевидении
За время своей карьеры на телевидении, охватившей период с 1950 по 1992 год, Хейл сыграл в 380 эпизодах 134 различных телесериалов.
В 1950—1951 годах Хейл сыграл в девяти эпизодах вестерн сериала «Шоу Джина Отри», в 1951 году — в пяти эпизодах вестерн-сериала «Скачущий по просторам» (1951) и в 1951—1953 годах — в двух эпизодах сериала «Дикий Билл Хикок» (1951—1953).
В 1952—1953 годах Хейл играл заглавную роль в шпионском сериале CBS «Бифф Бейкер, США» (1952—1953, 26 эпизодов). В этом сериале он создал образ энергичного, крепкого американского бизнесмена (возможно, шпиона), который вместе с женой ездит по свету по внешнеторговым делам, постоянно оказываясь в центре различных международных интриг.
В середине 1950-х годов Хейл сыграл в отдельных эпизодах множества сериалов, среди которых «Общественный защитник» (1955), «Паспорт опасности» (1956), «Шоу Реда Скелтона» (1956), «Миллионер» (1957) и «Письмо к Лоретте» (1954—1958).
На протяжении большей части 1950-х и в начале 1960-х годов для Хейла «вестерны были его профессией и его заработком». В 1957—1958 годах у Хейла была заглавная роль в семейном вестерн-сериале «Кейси Джонс» (1957—1958, 32 эпизода), который рассказывал о приключениях легендарного инженера-железнодорожника Кейси Джонса и экипажа его паровоза в Америке конца XIX века. В 1958—1960 годах Хейл играл регулярную роль в вестерне CBS с Рори Калхуном «Техасец» (1958—1960, 6 эпизодов). В 1957—1963 годах он также сыграл в таких вестерн-сериалах, как «Шайенн» (1957—1960, 3 эпизода), «Северо-Западный проход» (1958), «Бэт Мастерсон» (1958), «Беспокойное оружие» (1959), «Кольт 45-го калибра» (1959), «Бонанза» (1959), «Территория Тумстон» (1959), «Человек из Блэкхоук» (1959), «Бронко» (1959—1962, 2 эпизода), «Аляскинцы» (1960), «Уичита» (1960), «Стрелок Слейд» (1960), «Помощник шерифа» (1960), «Джонни Ринго» (1960), «Театр Зейна Грея» (1960—1961, 2 эпизода), «Мэверик» (1960—1962, 2 эпизода), «Шепчущий Смит» (1961), «Дни в Долине смерти» (1961), «Караван повозок» (1962), «Сыромятная плеть» (1962), «Истории Уэллс-Фарго» (1962), «Бескрайняя страна» (1962) и «Ларами» (1963).
Как пишет Хэл Эриксон, «после этого мужественный образ Хэйла растворился в комедийных ролях». Он, в частности, сыграл в таких комедийных сериалах, как «Семья Маккой» (1961), «Мистер Эд» (1961), «Шоу Энди Гриффита» (1962), «Хэзел» (1962—1963, 2 эпизода), «Шоу Люси» (1963) и «Мой любимый марсианин» (1964). Хейл также играл и в криминальных теледрамах, таких как «Команда М» (1960), «Гавайский детектив» (1961), «Перри Мейсон» (1961—1963, 2 эпизода), «Цель: Коррупционеры» (1962), «Сансет-Стрип, 77» (1963) и «Шоссе 66»(1963).

### Работа в сериале «Остров Гиллигана» и образ Шкипера
В 1964 году продюсер Шервуд Шварц предложил Хейлу роль капитана Джонаса Грамби по прозвищу «Шкипер» в новом ситкоме «Остров Гиллигана», который он создавал для CBS. Сериал рассказывал о «группе забавных персонажей, которые во время развлекательного круиза в результате кораблекрушения оказываются на необитаемом острове».
По словам историка кино Хэла Эриксона, «именно благодаря этому непритязательному, но высокорейтинговому ситкому Хейл вошёл в каждый дом». В «Вашингтон Пост», в частности, отмечалось, что «Алан Хейл более всего известен по роли весёлого Шкипера, который возглавляет группу придурковатых и экстравагантных персонажей на необитаемом острове в телесериале „Остров Гиллигана“». Хейл сыграл капитана чартерного судна, которое потерялось в море и потерпело крушение на неизведанном острове в южной части Тихого океана. Шоу рассказывало о приключениях пассажиров на этом острове.
Как отмечено в биографии Хейла на сайте Turner Classic Movies, задача Шкипера состояла в том, чтобы поддерживать видимость порядка и поддерживать дух своих товарищей по несчастью, одновременно привлекая своего неуклюжего и неумелого первого помощника Гиллигана (Боб Денвер) к попыткам организовать спасение с острова. Как указывается далее, «отношения между Гиллиганом и Шкипером временами казались враждебными, в частности, большой смех вызывали сцены, в которых Шкипер замахивался на Гиллигана своей фуражкой, но на самом деле эта пара была скорее похожа на отца и сына… За кадром Денвер и Хейл также были близкими друзьями и восхищались друг другом».
Сериал «Остров Гиллигана» выходил в прайм-тайм с 1964 по 1967 год (всего вышло 98 эпизодов сериала), став одним из крупнейших хитов у молодёжи при повторных показах в 1960-е и 1970-е годы, когда его стали повторять в дневное время на местных телеканалах.
Как отмечено на сайте TCM, «хотя многие в сериале были недовольны качеством сценариев и остались разочарованы, когда в 1967 году сериал был внезапно закрыт, Хейл, похоже, не был разочарован таким поворотом событий. Он вернулся к своей постоянной работе в качестве актёра второго плана на телевидении. Одной из причин уверенности Хейла в своём будущем было то, что продолжительность и широта спектра его карьеры и его непринужденный талант позволили ему легко вернуться к типу ролей, которые он играл до сериала».
После закрытия «Острова Гиллигана» некоторые из его коллег, в первую очередь Боб Денвер, ради новых ролей пытались дистанцироваться от своих образов, однако Хейл сохранил свой типаж, часто появляясь на публике в роли Шкипера. В 1969 году Хейл исполнил роль Большого Тома в трёх эпизодах комедийного сериала «Хорошие парни» (1968—1970), в котором Боб Денвер играл главную роль.
В 1970-е годы Хейл стал голосом Шкипера в мультипликационном сериале ABC «Новые приключения Гиллигана» (1974—1975, 24 эпизода), который выходил по уикэндам, завоевав множество молодых поклонников. Успех повторных показов сериала «Остров Гиллигана» привел к тому, что актёры, включая Хейла, в 1978 году снова собрались вместе для съёмок в «исключительно популярных телефильмах воссоединения», начиная со «Спасения с острова Гиллигана» (1978). В этом специальном выпуске в двух частях, который транслировался на канале NBC, островитяне в конце концов спасются, но снова терпят кораблекрушение во время круиза по случаю воссоединения. Вскоре в эфир вышли ещё два специальных сиквела — «Потерпевшие кораблекрушение на острове Гилилгана» (1979) и «„Гарлем Глобтроттерз“ на острове Гиллигана» (1981). Наконец, в 1982 году Хейл озвучивал Шкипера в очередном мультсериале «Планета Гиллигана» (1982), который состоял из тринадцати эпизодов.

## Актёрское амплуа и оценка творчества
Алан Хейл — младший был высоким (188см), крупным характерным актёром с голубыми глазами и хриплым, звучным голосом. В молодости он был буквально копией своего знаменитого отца. Со временем его облик дополнили седые волосы и капитанская фуражка, которую он носил почти постоянно
Хейл был «плодовитым характерным актёром кино и телевидения», который «на протяжении четырёх десятилетий сыграл почти в каждом возможном жанре». Он «играл разнообразные роли второго плана в кино», где «лучше всего смотрелся в ролях внушительных крутых парней или простых и весёлых подручных».
Однако наибольшего успеха Хейл добился на телевидении, где поначалу играл в многочисленных эпизодах крупных комедийных и приключенческих сериалов, а также был гостем многих прайм-тайм шоу. Более всего его знают и помнят как весёлого, добродушного Шкипера, который руководит чудаковатой группой персонажей, оказавшихся на необитаемом острове в ситкоме «Остров Гиллигана» (1964—1967). Роль Шкипера продлила карьеру Хейла ещё на два десятилетия. В этом или сходном образе он продолжал играть вплоть до своей смерти в 1990 году.
После смерти Хейла его партнёр по сериалу Боб Денвер сказал, что Хейл был «великолепным парнем и великолепным комедийным актёром». Как отметил Денвер, Хейл никогда не отказывался сыграть свою роль шкипера на публике: «Он наслаждался каждой минутой этого образа и носил капитанскую фуражку всё время».

## Прочая деятельность
Хейл владел и управлял несколькими предприятиями в Лос-Анджелесе, в первую очередь, рестораном морепродуктов Lobster Barrel в Западном Голливуде, где часто приветствовал гостей в качестве хозяина в своей шкиперской фуражке. После закрытия ресторана Хейл некоторое время владел туристическим бюро.

## Личная жизнь
Алан Хейл был женат дважды. В 1943 году он женился на Беттине Рид Доерр (англ. Bettina Reed Doerr), с который был знаком с детства. У пары родилось четверо детей — Алан Брайан, Крис, Лана и Дориан. В 1963 году брак закончился разводом. С 1964 года и до своей смерти в 1990 году был женат на Наоми Хейл (англ. Naomi Hale).
В свободное время Хейл увлекался гольфом, рыбалкой, кулинарией, филантропией, путешествиями, семьёй, рассказыванием историй и хождением под парусом.

## Смерть
В конце 1980-х у Хейла был диагностирован рак, но он продолжал сниматься в кино и телесериалах. При любой возможности он играл на публике роль Шкипера. Во время лечения в больнице он часто навещал лечившихся там детей, надевая свою шкиперскую фуражку.
Примерно за месяц до смерти его госпитализировали в Медицинский центр Сент-Винсент в Лос-Анджелесе с диагнозом, поставленным годом ранее. Алан Хейл — младший умер 2 января 1990 года в возрасте 71 года от рака вилочковой железы.

## Фильмография
| Год        |     | Русское название                                 | Оригинальное название                         | Роль                                                |
| ---------- | --- | ------------------------------------------------ | --------------------------------------------- | --------------------------------------------------- |
| 1933       | ф   | Дикие парни с дороги                             | Wild Boys of the Road                         | мальчик (в титрах не указан)                        |
| 1941       | ф   | Типичный американский студент                    | All-American Co-Ed                            | Тайни                                               |
| 1941       | ф   | Пикирующий бомбардировщик                        | Dive Bomber                                   | пилот-стажёр (в титрах не указан)                   |
| 1941       | ф   | Мне нужны крылья                                 | I Wanted Wings                                | курсант (в титрах не указан)                        |
| 1941       | ф   | Любимица кампуса                                 | Sweetheart of the Campus                      | куотербек футбольной команды (в титрах не указан)   |
| 1941       | ф   | Перерыв на ритм                                  | Time Out for Rhythm                           | студент (в титрах не указан)                        |
| 1941       | ф   | Военная подготовка                               | Military Training                             | бедный инструктор (в титрах не указан)              |
| 1942       | ф   | Орлиная эскадрилья                               | Eagle Squadron                                | Олсен                                               |
| 1942       | ф   | Макгерины из Бруклина                            | The McGuerins from Brooklyn                   | Алан, работник спортзала                            |
| 1942       | ф   | Спекулянты резиной                               | Rubber Racketeers                             | Ред                                                 |
| 1942       | ф   | К берегам Триполи                                | To the Shores of Tripoli                      | Том Холл                                            |
| 1942       | ф   | Старший сержант                                  | Top Sergeant                                  | Кракстон                                            |
| 1942       | ф   | Остров Уэйк                                      | Wake Island                                   | установщик прицела (в титрах не указан)             |
| 1943       | ф   | Не время для любви                               | No Time for Love                              | профсоюзный ревизор (в титрах не указан)            |
| 1943       | ф   | Дозор на Рейне                                   | Watch on the Rhine                            | мальчик (в титрах не указан)                        |
| 1943       | ф   | Янки, салют!                                     | Yanks Ahoy                                    | ординарец полковника (в титрах не указан)           |
| 1946       | ф   | Возлюбленная из Сигма Чи                         | Sweetheart of Sigma Chi                       | Майк Митчелл                                        |
| 1946       | ф   | Месье Бокэр                                      | Monsieur Beaucaire                            | придворный (в титрах не указан)                     |
| 1947       | ф   | Это случилось на Пятой авеню                     | It Happened on Fifth Avenue                   | Уитни Темпл                                         |
| 1947       | ф   | Сержант идёт в колледж                           | Sarge Goes to College                         | сержант                                             |
| 1947       | ф   | Дух Вест-Пойнта                                  | The Spirit of West Point                      | Оклахомский резчик                                  |
| 1948       | ф   | Человек музыки                                   | Music Man                                     | Джо                                                 |
| 1948       | ф   | В один воскресный день                           | One Sunday Afternoon                          | Марти                                               |
| 1948       | ф   | Возвращение домой                                | Homecoming                                    | военный полицейский (в титрах не указан)            |
| 1949       | ф   | Это случается каждой весною                      | It Happens Every Spring                       | Шмидт                                               |
| 1949       | ф   | Всадники в небе                                  | Riders in the Sky                             | маршал Риггс                                        |
| 1949       | ф   | Край каньона                                     | Rim of the Canyon                             | Мэтт Кимброу                                        |
| 1949       | ф   | Два рыцаря из Бруклина                           | Two Knights from Brooklyn                     | человек в спортивном зале Алан (в титрах не указан) |
| 1950       | ф   | Швейцарский тур                                  | Swiss Tour                                    | Джо                                                 |
| 1950       | ф   | Палящее солнце                                   | The Blazing Sun                               | Бен Лубер                                           |
| 1950       | ф   | Короткая трава                                   | Short Grass                                   | Крис Кристофферсон                                  |
| 1950       | ф   | Проход через Сьерру                              | Sierra Passage                                | Янс Картер                                          |
| 1950       | ф   | Криминальная история                             | The Underworld Story                          | Шеффер                                              |
| 1950       | ф   | Вест-Поинтская история                           | The West Point Story                          | Булл Гилберт                                        |
| 1950       | ф   | Убить судью                                      | Kill the Umpire                               | Гарри Ши (в титрах не указан)                       |
| 1950       | ф   | Когда Вилли возвращался домой                    | When Willie Comes Marching Home               | смеющийся сержант на танцах (в титрах не указан)    |
| 1950       | ф   | Убить судью                                      | Kill the Umpire                               | Гарри Ши (в титрах не указан)                       |
| 1950       | с   | Капитан Видео и его видеорейнджеры               | Captain Video and His Video Rangers           | Галлехер (1 эпизод)                                 |
| 1950       | с   | Пулитцеровский театр                             | Pulitzer Prize Playhouse                      | (1 эпизод)                                          |
| 1950       | с   | Роберт Монтгомери представляет                   | Robert Montgomery Presents                    | (1 эпизод)                                          |
| 1950— 1952 | с   | Шоу Джина Отри                                   | The Gene Autry Show                           | разные роли (3 эпизода)                             |
| 1951       | ф   | В родном городе                                  | Home Town Story                               | Слим Хэскинс                                        |
| 1951       | ф   | Медовый чай                                      | Honeychile                                    | Джо Бойд                                            |
| 1951       | ф   | Большие деревья                                  | The Big Trees                                 | Тайни                                               |
| 1951       | с   | Скачущий по просторам                            | The Range Rider                               | разные роли (5 эпизодов)                            |
| 1951       | с   | Театр «Бигелоу»                                  | The Bigelow Theatre                           | (1 эпизод)                                          |
| 1951—1953  | с   | Приключения Дикого Билла Хикока                  | Adventures of Wild Bill Hickok                | разные роли (2 эпизода)                             |
| 1952       | ф   | И теперь завтра                                  | And Now Tomorrow                              |                                                     |
| 1952       | ф   | Арктический полёт                                | Arctic Flight                                 | Джон У. Уэзерби                                     |
| 1952       | ф   | На острие клинка                                 | At Sword's Point                              | Портос-младший                                      |
| 1952       | ф   | Леди в железной маске                            | Lady in the Iron Mask                         | Портос                                              |
| 1952       | ф   | Стрелок из Спрингфилда                           | Springfield Rifle                             | Миззелл                                             |
| 1952       | ф   | Подожди пока солнце засияет, Нелли               | Wait Till the Sun Shines, Nellie              | Джордж ОЛифант                                      |
| 1952       | ф   | Мистер Уоки-Токи                                 | Mr. Walkie Talkie                             | Тайни                                               |
| 1952—1953  | с   | Театр «Шеврон»                                   | Chevron Theatre                               | разные роли (3 эпизода)                             |
| 1952—1954  | с   | Бифф Бейкер, США                                 | Biff Baker, U.S.A.                            | Бифф Бейкер (26 эпизодов)                           |
| 1953       | ф   | Человек с оружием                                | The Man Behind the Gun                        | капрал Олаф Свенсон                                 |
| 1953       | ф   | Капитан Джон Смит и Покахонтас                   | Captain John Smith and Pocahontas             | Флеминг                                             |
| 1953       | с   | Человек против криминала                         | Man Against Crime                             | лейтенант Олмстед (1 эпизод)                        |
| 1953       | с   | Тьма ночи                                        | Dark of Night                                 | (1 эпизод)                                          |
| 1954       | ф   | Капитан Кидд и рабыня                            | Captain Kidd and the Slave Girl               | Джей Симпсон                                        |
| 1954       | ф   | Заместитель шерифа Дестри                        | Destry                                        | Джек Ларсон                                         |
| 1954       | ф   | Железная перчатка                                | The Iron Glove                                | Патрик Гэйдон                                       |
| 1954       | ф   | Закон против Билли Кида                          | The Law vs. Billy the Kid                     | Боб Оллингер                                        |
| 1954       | ф   | Полицейский-мошенник                             | Rogue Cop                                     | Джонни Старк                                        |
| 1954       | ф   | Серебряная жила                                  | Silver Lode                                   | Кирк                                                |
| 1954       | ф   | Это молодое сердце                               | Young at Heart                                | Боб Нири                                            |
| 1954       | кор | Рождённый свободным: История полковника Дрейка   | Born in Freedom: The Story of Colonel Drake   | начальник комнады                                   |
| 1954       | с   | Энни Оукли                                       | Annie Oakley                                  | разные роли (3 эпизода)                             |
| 1954—1955  | с   | Письмо к Лоретте                                 | Letter to Loretta                             | разные роли (3 эпизода)                             |
| 1955       | ф   | Индейский воин                                   | The Indian Fighter                            | Уилл Крэбтри (в титрах Alan Hale)                   |
| 1955       | ф   | Мужчина один                                     | A Man Alone                                   | Джим Андерсон (в титрах Alan Hale)                  |
| 1955       | ф   | Впереди — переправы                              | Many Rivers to Cross                          | Люк Редфорд                                         |
| 1955       | ф   | Морская погоня                                   | The Sea Chase                                 | Вентц (в титрах Alan Hale)                          |
| 1955       | с   | Театр у камина                                   | Fireside Theatre                              | (1 эпизод)                                          |
| 1955       | с   | Общественный защитник                            | Public Defender                               | Спарки Олбрайт (1 эпизод)                           |
| 1955       | с   | Сцена 7                                          | Stage 7                                       | Херб Лофтус (1 эпизод)                              |
| 1955       | с   | Военно-морской журнал                            | Navy Log                                      | Битрэкс (1 эпизод)                                  |
| 1955       | с   | Фронтир                                          | Frontier                                      | Кейн (1 эпизод)                                     |
| 1955—1957  | с   | Час «Двадцатого века - Фокс»                     | The 20th Century-Fox Hour                     | разные роли (2 эпизода)                             |
| 1955—1958  | с   | Дневной спектакль                                | Matinee Theatre                               | разные роли (3 эпизода)                             |
| 1956       | ф   | Каньон Ривер                                     | Canyon River                                  | Джордж Линч                                         |
| 1956       | ф   | Башня жестокости                                 | The Cruel Tower                               | Рокки Милликен (в титрах Alan Hale)                 |
| 1956       | ф   | Убийца на свободе                                | The Killer Is Loose                           | Денни (в титрах Alan Hale)                          |
| 1956       | ф   | Трое преступников                                | The Three Outlaws                             | Санденс Кид (в титрах Alan Hale)                    |
| 1956       | кор | Король квартала                                  | King of the Block                             | Дэвид Гордон                                        |
| 1956       | с   | Шоу Рэда Скелтона                                | The Red Skelton Show                          | главный старшина Малдун (1 эпизод)                  |
| 1956       | с   | Перекрёстки                                      | Crossroads                                    | разные роли (2 эпизода)                             |
| 1956       | с   | Фьюри                                            | Fury                                          | Лонг Джон (1 эпизод)                                |
| 1956       | с   | Паспорт опасности                                | Passport to Danger                            | Данфорт Браун (1 эпизод)                            |
| 1956       | с   | Театр кинорежиссёров                             | Screen Directors Playhouse                    | Боуэн (1 эпизод)                                    |
| 1956       | с   | Театр звёзд «Шеврон»                             | Chevron Hall of Stars                         | (1 эпизод)                                          |
| 1957       | ф   | Роман в Рино                                     | Affair in Reno                                | Дики (в титрах Alan Hale)                           |
| 1957       | ф   | Отдать всё, что есть у меня                      | All Mine to Give                              | Том Каллен (в титрах Alan Hale)                     |
| 1957       | ф   | Боевой гимн                                      | Battle Hymn                                   | сержант (в титрах Alan Hale)                        |
| 1957       | ф   | Подлинная история Джесси Джеймса                 | The True Story of Jesse James                 | Коул Янгер (в титрах Alan Hale)                     |
| 1957       | ф   | Леди выбирает лётчика                            | The Lady Takes a Flyer                        | Фрэнк Хенслоу                                       |
| 1957       | с   | Час «Алкоа»                                      | The Alcoa Hour                                | Ред Риган (1 эпизод)                                |
| 1957       | с   | Миллионер                                        | The Millionaire                               | Билл Уокер (1 эпизод)                               |
| 1957       | с   | Театр О. Генри                                   | The O. Henry Playhouse                        | мистер Адамс (1 эпизод)                             |
| 1957—1958  | с   | Кейси Джонс                                      | Casey Jones                                   | Кейси Джонс (32 эпизода)                            |
| 1957—1960  | с   | Шайенн                                           | Cheyenne                                      | разные роли (2 эпизода)                             |
| 1958       | с   | Северо-западный проход                           | Northwest Passage                             | Сэм Бил (1 эпизод)                                  |
| 1958       | с   | Разыскивается живым или мёртвым                  | Wanted: Dead or Alive                         | Дэн Поу (1 эпизод)                                  |
| 1958       | с   | Театр «Алкоа»                                    | Alcoa Theatre                                 | Свен Свенсон (1 эпизод)                             |
| 1958—1960  | с   | Техасец                                          | The Texan                                     | Скалли (6 эпизодов)                                 |
| 1958—1961  | с   | Театр «Дженерал Электрик»                        | General Electric Theater                      | разыне роли (2 эпизода)                             |
| 1959       | ф   | Поднять перископ                                 | Up Periscope                                  | лейтенант Пэт Мэлоун (в титрах Alan Hale)           |
| 1959       | с   | Бонанза                                          | Bonanza                                       | Швед Лундберг (1 эпизод)                            |
| 1959       | с   | Беспокойное оружие                               | The Restless Gun                              | шериф Кларк (1 эпизод)                              |
| 1959       | с   | Приключения Оззи и Харриет                       | The Adventures of Ozzie and Harriet           | Гарри (1 эпизод)                                    |
| 1959       | с   | Кольт 45-го калибра                              | Colt .45                                      | Сэм Басс (1 эпизод)                                 |
| 1959       | с   | Территория Тумстон                               | Tombstone Territory                           | Бен Рикер (1 эпизод)                                |
| 1959       | с   | Бэт Мастерсон                                    | Bat Masterson                                 | Бэйли Харпер (1 эпизод)                             |
| 1959       | с   | Неприкасаемые                                    | The Untouchables                              | Большой Билл Филлипс (1 эпизод)                     |
| 1959—1962  | с   | Лесси                                            | Lassie                                        | разные роли (3 эпизода)                             |
| 1959—1962  | с   | Бронко                                           | Bronco                                        | разные роли (2 эпизода)                             |
| 1959—1975  | с   | Диснейленд                                       | Disneyland                                    | разные роли (7 эпизодов)                            |
| 1960       | ф   | Гром в Каролине                                  | Thunder in Carolina                           | Бадди Шеффер                                        |
| 1960       | с   | Стрелок Слейд                                    | Shotgun Slade                                 | шериф Слоун (1 эпизод)                              |
| 1960       | с   | Прямо с телетайпа                                | Hot Off the Wire                              | Джей Гомер Купер (1 эпизод)                         |
| 1960       | с   | Задание под водой                                | Assignment: Underwater                        | Джей Л. Симмонс (1 эпизод)                          |
| 1960       | с   | Джонни Ринго                                     | Johnny Ringo                                  | Коффин Сэм Сабин (1 эпизод)                         |
| 1960       | с   | Уичита                                           | Wichita Town                                  | Уолли (1 эпизод)                                    |
| 1960       | с   | Аляскинцы                                        | The Alaskans                                  | Хэп Джонсон(1 эпизод)                               |
| 1960       | с   | Человек из Чёрного ястреба                       | The Man from Blackhawk                        | Майлс Маккензи (1 эпизод)                           |
| 1960       | с   | Помощник шерифа                                  | The Deputy                                    | Фрэнк Энгл (1 эпизод)                               |
| 1960       | с   | Команда М                                        | M Squad                                       | Уилли Николс (1 эпизод)                             |
| 1960—1961  | с   | Театр Зейна Грея                                 | Zane Grey Theater                             | разные роли (2 эпизода)                             |
| 1960—1962  | с   | Мэверик                                          | Maverick                                      | разные роли (2 эпизода)                             |
| 1961       | ф   | Длинная веревка                                  | The Long Rope                                 | шериф Джон Миллард                                  |
| 1961       | с   | Вне закона                                       | Outlaws                                       | Чарли Бланден (1 эпизод)                            |
| 1961       | с   | Семья Маккой                                     | The Real McCoys                               | Гарри Келлер (1 эпизод)                             |
| 1961       | с   | Приключения в раю                                | Adventures in Paradise                        | разные роли (2 эпизода)                             |
| 1961       | с   | Гавайский детектив                               | Hawaiian Eye                                  | Биг Мак (1 эпизод)                                  |
| 1961       | с   | Мистер Эд                                        | Mister Ed                                     | Карл Дикинсон (1 эпизод)                            |
| 1961       | с   | Дни в Долине смерти                              | Death Valley Days                             | Эйб Уиллиамсон (1 эпизод)                           |
| 1961       | с   | Сажать в тюрьму                                  | Lock Up                                       | Роджер (1 эпизод)                                   |
| 1961       | с   | Шепчущий Смит                                    | Whispering Smith                              | Оле Бриндессен (1 эпизод)                           |
| 1961       | с   | Акапулько                                        | Acapulco                                      | пропавший посланец (1 эпизод)                       |
| 1961       | с   | Программа Джека Бенни                            | The Jack Benny Program                        | Макгуайр (1 эпизод)                                 |
| 1961—1963  | с   | Перри Мейсон                                     | Perry Mason                                   | разные роли (2 эпизода)                             |
| 1961—1972  | с   | Дымок из ствола                                  | Gunsmoke                                      | разные роли (3 эпизода)                             |
| 1962       | тф  | Могучий О                                        | The Mighty O                                  | Барни Блэнли                                        |
| 1962       | с   | Бескрайняя страна                                | Wide Country                                  | Уилбур Йорт (1 эпизод)                              |
| 1962       | с   | Прибрежный бродяга                               | The Beachcomber                               | разные роли (2 эпизода)                             |
| 1962       | с   | Приграничный цирк                                | Frontier Circus                               | Лэйт (1 эпизод)                                     |
| 1962       | с   | Следуй за солнцем                                | Follow the Sun                                | Чарли (1 эпизод)                                    |
| 1962       | с   | Истории Уэллс-Фарго                              | Tales of Wells Fargo                          | Пол Деннинг (1 эпизод)                              |
| 1962       | с   | Караван повозок                                  | Wagon Train                                   | Кирби (1 эпизод)                                    |
| 1962       | с   | Сыромятная плеть                                 | Rawhide                                       | хозяин повозки (1 эпизод)                           |
| 1962       | с   | Шоу Энди Гриффита                                | The Andy Griffith Show                        | Джефф Прюитт (1 эпизод)                             |
| 1962       | с   | Цель: Коррупционеры                              | Target: The Corruptors                        | Горман (1 эпизод)                                   |
| 1962—1963  | с   | Хэзел                                            | Hazel                                         | разные роли (2 эпизода)                             |
| 1963       | ф   | Железная дева                                    | The Iron Maiden                               | Пол Фишер                                           |
| 1963       | ф   | Крадущаяся рука                                  | The Crawling Hand                             | шериф Таунсенд                                      |
| 1963       | с   | Сансет-Стрип, 77                                 | 77 Sunset Strip                               | Бакстер (1 эпизод)                                  |
| 1963       | с   | Ларами                                           | Laramie                                       | Роджер Кэнби (1 эпизод)                             |
| 1963       | с   | Шоссе 66                                         | Route 66                                      | мистер Никерсон (1 эпизод)                          |
| 1963       | с   | Шоу Люси                                         | The Lucy Show                                 | капитан Берк (1 эпизод)                             |
| 1963       | с   | Отпускной театр                                  | Vacation Playhouse                            | Дэвид Уотсон (1 эпизод)                             |
| 1963       | с   | Империя                                          | Empire                                        | Флетчер (1 эпизод)                                  |
| 1964       | ф   | Продвижение в тыл                                | Advance to the Rear                           | сержант Борегард Дэвис (в титрах Alan Hale)         |
| 1964       | ф   | Пуля для негодяя                                 | Bullet for a Badman                           | Лич (в титрах Alan Hale)                            |
| 1964       | тф  | Остров Гиллигана: Застрявшие                     | Gilligan's Island: Marooned                   |                                                     |
| 1964       | с   | Новое шоу Фила Силверса                          | The New Phil Silvers Show                     | Чарли (1 эпизод)                                    |
| 1964       | с   | Мой любимый марсианин                            | My Favorite Martian                           | Омар М. Кек (1 эпизод)                              |
| 1964—1967  | с   | Остров Гиллигана                                 | Gilligan's Island                             | Джонас «Шкипер» Грамби (99 эпизодов)                |
| 1965       | с   | Валентинов день                                  | Valentine's Day                               | Боб Норт (1 эпизод)                                 |
| 1967       | с   | Бэтмен                                           | Batman                                        | Гиллиган (1 эпизод, в титрах не указан)             |
| 1967       | с   | Хондо                                            | Хондо                                         | Бен Кобб (1 эпизод)                                 |
| 1968       | ф   | Вздёрни их повыше                                | Hang 'Em High                                 | Мэтт Стоун                                          |
| 1968       | с   | Дактари                                          | Daktari                                       | Большой Джо Уондер (1 эпизод)                       |
| 1969—1971  | с   | Виргинец                                         | The Virginian                                 | разные роли (2 эпизода)                             |
| 1969       | с   | Зеленые просторы                                 | Green Acres                                   | шериф (1 эпизод)                                    |
| 1969       | с   | Дикий дикий запад                                | The Wild Wild West                            | Нед Браун (1 эпизод)                                |
| 1969       | с   | Летающая монахиня                                | The Flying Nun                                | дядя Рэджи (2 эпизода)                              |
| 1969       | с   | Хорошие парни                                    | The Good Guys                                 | Большой Том (3 эпизода)                             |
| 1969       | с   | А вот и невесты                                  | Here Come the Brides                          | Большой Лютер Койл (1 эпизод)                       |
| 1969       | с   | Земля гигантов                                   | Land of the Giants                            | О’Рейли (1 эпизод)                                  |
| 1970       | ф   | Взять тигра за хвост                             | Tiger by the Tail                             | Билли Джек Уайтхорн                                 |
| 1970       | тф  | Процесс в Андерсонвилле                          | The Andersonville Trial                       | член военного трибунала (в титрах Alan Hale)        |
| 1970       | ф   | Жил-был обманщик                                 | There Was a Crooked Man...                    | Тобакки (в титрах Alan Hale)                        |
| 1970       | с   | Айронсайд                                        | Ironside                                      | Лоренс Дрескер (1 эпизод)                           |
| 1970       | с   | Вот — Люси                                       | Here's Lucy                                   | Муз Мэнли (1 эпизод)                                |
| 1971       | с   | Шоу Дорис Дэй                                    | The Doris Day Show                            | Чарли Динцер (1 эпизод)                             |
| 1971       | с   | Доктор Маркус Уэлби                              | Marcus Welby, M.D.                            | Дэн Кайли (1 эпизод)                                |
| 1971       | с   | Прозвища Смит и Джонс                            | Alias Smith and Jones                         | Эндрю Джей Грир (1 эпизод)                          |
| 1971       | с   | О’Хара, казначейство США                         | O'Hara, U.S. Treasury                         | мистер Тидвелл (1 эпизод)                           |
| 1972       | с   | Джордж                                           | George                                        | Гарри Таккер (1 эпизод)                             |
| 1973       | с   | Макмиллан и жена                                 | McMillan & Wife                               | капитан в порту (1 эпизод)                          |
| 1973       | с   | Шоу Пола Линде                                   | The Paul Lynde Show                           | доктор Колтон (1 эпизод)                            |
| 1974       | тф  | Рекс Харрисон представляет истории о любви       | Rex Harrison Presents Stories of Love         | Уолтер                                              |
| 1974—1975  | с   | Новые приключения Гиллигана                      | The New Adventures of Gilligan                | шкипер Джонас Грамби (24 эпизода, голос)            |
| 1975       | ф   | Вторжение гигантских пауков                      | The Giant Spider Invasion                     | шериф (в титрах Alan Hale)                          |
| 1975       | ф   | Нет предела                                      | The Sky's the Limit                           | Чолли                                               |
| 1977       | ф   | Пятый мушкетер                                   | The Fifth Musketeer                           | Портос                                              |
| 1977       | ф   | Сэмми                                            | Sammy                                         | Майк (в титрах Alan Hale)                           |
| 1978       | ф   | Спасение с острова Гиллигана                     | Rescue from Gilligan's Island                 | шкипер Джонас Грамби                                |
| 1978       | с   | Высокий полёт                                    | Flying High                                   | (1 эпизод)                                          |
| 1978— 1982 | с   | Остров фантазий                                  | Fantasy Island                                | разные роли (3 эпизода)                             |
| 1979       | ф   | Семеро с небес                                   | Angels' Brigade                               | Мэнни (в титрах Alan Hale)                          |
| 1979       | тф  | Потерпевшие кораблекрушение на острове Гиллигана | The Castaways on Gilligan's Island            | шкипер Джонас Грамби                                |
| 1979       | ф   | Великое ограбление обезьяны                      | The Great Monkey Rip-Off                      | Чоукидар (в титрах Alan Hale)                       |
| 1979       | ф   | Нерегулярные войска Норт-авеню                   | The North Avenue Irregulars                   | Гарри, шляпа (в титрах Alan Hale)                   |
| 1979       | с   | Маленький бродяга                                | The Littlest Hobo                             | Гарри (1 эпизод)                                    |
| 1979       | с   | Специальные предложения ABC на выходные          | ABC Weekend Specials                          | мэр (1 эпизод)                                      |
| 1979—1982  | с   | Лодка любви                                      | The Love Boat                                 | разные роли (2 эпизода)                             |
| 1981       | тф  | «Гарлем Глобтроттерс» на острове Гиллигана       | The Harlem Globetrotters on Gilligan's Island | шкипер Джонас Грамби                                |
| 1982       | с   | Планета Гиллигана                                | Gilligan's Planet                             | шкипер (13 эпизодов, голос)                         |
| 1982—1987  | с   | Саймон и Саймон                                  | Simon & Simon                                 | разные роли (2 эпизода)                             |
| 1983       | ф   | Гэмбон и Хилли                                   | Hambone and Hillie                            | Маквиккерс (в титрах Alan Hale)                     |
| 1983       | с   | Мэтт Хьюстон                                     | Matt Houston                                  | Роусон Хармон IV (1 эпизод)                         |
| 1984       | ф   | Опасный Джонни                                   | Johnny Dangerously                            | сержант в участке (в титрах Alan Hale)              |
| 1984       | ф   | Красный дьявол                                   | The Red Fury                                  | Док Камински                                        |
| 1986       | с   | Безумный как лис                                 | Crazy Like a Fox                              | (1 эпизод)                                          |
| 1986       | с   | Она написала убийство                            | Murder, She Wrote                             | Фентон Харрис (1 эпизод)                            |
| 1986       | с   | Частный детектив Магнум                          | Magnum, P.I.                                  | Расселл Тейт (1 эпизод)                             |
| 1986       | с   | Магия Блэка                                      | Blacke's Magic                                | Верн (1 эпизод)                                     |
| 1987       | ф   | Обратно на пляж                                  | Back to the Beach                             | приятель бармена (в титрах Alan Hale)               |
| 1987       | ф   | Ужасная ночь                                     | Terror Night                                  | Джейк Нельсон                                       |
| 1987       | с   | Проблемы роста                                   | Growing Pains                                 | таксист (1 эпизод)                                  |
| 1987       | с   | Альф                                             | ALF                                           | шкипер Джонас Грамби (1 эпизод)                     |
| 1987       | с   | Новая Гиджет                                     | The New Gidget                                | капитан Хейл (1 эпизод)                             |
| 1988       | с   | Закон и Гарри Макгроу                            | The Law and Harry McGraw                      | Патри Джилхулей (1 эпизод)                          |
| 1992       | с   | Остров Гиллигана                                 | Gilligan's Island                             | Джонас «Шкипер» Грамби (1 эпизод)                   |